# سلمان تپه
سلمان تپه مربوط به هزاره ۵ قبل از میلاد است و در شهرستان نقده، بخش محمدیار، دهستان حسنلو، روستای حسنلو واقع شده و این اثر در تاریخ ۷ خرداد ۱۳۸۷ با شمارهٔ ثبت ۲۲۸۶۸ به‌عنوان یکی از آثار ملی ایران به ثبت رسیده است.